# اریک مخیا
اریک مخیا (انگلیسی: Erick Mejia؛ زادهٔ ۹ نوامبر ۱۹۹۴) بازیکن بیس‌بال است.
وی در مسابقات کشوری و بین‌المللی در مجموع برندهٔ ۱ مدال برنز شده‌است.